# Rede de televisão
Uma rede de televisão é uma rede de telecomunicações para a distribuição de conteúdo de programas de televisão, na qual uma operação central oferece uma programação para várias estações de televisão ou provedores de televisão paga. Até meados da década de 1980, a programação televisiva na maior parte do mundo era dominada por um número grande de redes de radiodifusão. Muitas das primeiras redes de televisão (como a BBC, a NBC, TV Globo ou a CBC) evoluíram de suas redes de rádio.

## Visão geral
Nos países em que a maioria das redes transmite conteúdos idênticos e de origem centralizada para todas as suas estações, e onde a maioria dos transmissores de televisão individuais opera, por conseguinte, apenas como grandes "estações repetidoras", os termos "rede de televisão", "canal de televisão" (um identificador numérico ou radiofrequência) e "estação de televisão" tornaram-se na sua maioria intercambiáveis na linguagem corrente, com os profissionais em profissões relacionadas com a televisão a continuarem a fazer uma diferenciação entre eles. Dentro da indústria, às vezes é criada uma hierarquização entre grupos de redes com base no fato de sua programação ser originada simultaneamente de um ponto central e se o controle mestre da rede tem a capacidade técnica e administrativa de assumir a programação de suas afiliadas em tempo real quando julgar necessário – o exemplo mais comum é durante eventos nacionais de notícias de última hora. Na América do Norte, em particular, muitas redes de televisão disponíveis via cabo e televisão por satélite são marcadas como "canais" porque são um pouco diferentes das redes tradicionais no sentido definido acima, pois são operações singulares - não têm afiliadas ou estações componentes, mas são distribuídas ao público por meio de provedores de cabo ou satélite de transmissão direta. Essas redes são comumente referidas por termos como "canais especializados" no Canadá ou "redes a cabo" nos EUA.
Uma rede pode ou não produzir toda a sua própria programação. Caso contrário, as produtoras (como Warner Bros. Television, Universal Television, Sony Pictures Television e TriStar Television) podem distribuir seu conteúdo para as várias redes, e é comum que uma determinada produtora tenha programas que vão ao ar em duas ou mais redes rivais. Da mesma forma, algumas redes podem importar programas de televisão de outros países ou usar programação arquivada para ajudar a complementar suas programações. Algumas estações têm a capacidade de interromper a rede por meio da inserção local de comerciais de televisão, identificações de estações e alertas de emergência. Outros rompem completamente com a rede para sua própria programação, um método conhecido como variação regional. Isso é comum quando pequenas redes são membros de redes maiores. A maioria das estações de televisão comerciais é própria, embora uma variedade dessas instâncias seja propriedade de uma rede de televisão própria e operada. As estações de televisão comerciais também podem ser vinculadas a uma agência de radiodifusão educacional não comercial. Alguns países lançaram redes nacionais de televisão, de modo que estações de televisão individuais podem atuar como repetidoras comuns de programas nacionais. Por outro lado, as redes de televisão também passam pela experiência iminente de grandes mudanças relacionadas às variedades culturais. O surgimento da televisão a cabo disponibilizou nos principais mercados de mídia, programas como os voltados para latinos biculturais americanos. Um público cativo tão diversificado apresenta uma ocasião para as redes e afiliadas anunciarem a melhor programação que precisa ser exibida. Isso é explicado pelo autor Tim P. Vos em seu resumo Uma explicação cultural da transmissão inicial, onde ele determina as representações de grupos-alvo / grupos não direcionados, bem como a especificidade cultural empregada na entidade da rede de televisão. Vos observa que os formuladores de políticas não pretendiam expressamente criar uma ordem de transmissão dominada por redes comerciais. Na verdade, foram feitas tentativas legislativas para limitar a posição preferida da rede. Quanto às estações individuais, os centros de operações de rede modernos geralmente usam a automação de transmissão para lidar com a maioria das tarefas. Esses sistemas não são usados apenas para programação e reprodução do servidor de vídeo, mas usam o tempo atômico exato dos Sistemas de Posicionamento Global ou outras fontes para manter a sincronização perfeita com os sistemas upstream e downstream, para que a programação pareça perfeita para os espectadores.

## Global
Uma grande emissora de televisão internacional é a British Broadcasting Corporation (BBC), que talvez seja mais conhecida por sua agência de notícias BBC News. De propriedade da Coroa, a BBC se financia de duas maneiras. Os serviços do Reino Unido com a marca BBC são financiados pela licença de televisão paga pelos residentes britânicos, como resultado, nenhuma publicidade aparece nesses serviços. O braço financiado por publicidade (BBC Studios) emprega 23 000 pessoas em todo o mundo, incluindo a operação da emissora UKTV no próprio Reino Unido. As transmissões experimentais de televisão foram iniciadas em 1929, usando um sistema eletromecânico de 30 linhas desenvolvido por John Logie Baird.  As transmissões regulares limitadas usando este sistema começaram em 1934 e um serviço expandido (agora conhecido como BBC Television) começou no Alexandra Palace em novembro de 1936. 